# Mario Echandi Jiménez
Mario Echandi Jiménez (17 de juny de 1915, San José, Costa Rica) va ser president de Costa Rica des de 1958 fins a 1962.
Va ser fill de Alberto Echandi Montero i Josefa Jiménez Rucavado. Va casar amb Olga De Benedictis Antonelli. Va cursar estudis en el Liceu de Costa Rica i a l'Escola de Dret, on es va graduar de Llicenciat en Lleis.

## Primers càrrecs públics
Va ser Agregat Militar en missió especial a Panamà el 1940, ambaixador de Costa Rica als Estats Units d'Amèrica, les Nacions Unides i la OEA (1949-1950), Ministre de Relacions Exteriors i Cultura (1950-1952) i Diputat per San José (1953-1955).

## President de la República
El 1958 va ser elegit president de la República, càrrec que va exercir de 1958 a 1962. El president Echandi va obtenir 102.851 vots com a candidat del partit Unió Nacional, Franciso J. Orlich candidat del partit Alliberament Nacional va obtenir 94.778 vots i Jorge Rossi Chavarría va obtenir 23.910 vots pel partit Independent. Aquest últim partit estava constituït per ex-membres del partit Alliberament Nacional (Partido de Liberación Nacional). Un any abans de l'elecció va haver-hi una escissió en aquest partit i un grup dels seus partidaris encapçalats pel llicenciat Jorge Rossi van deixar les seves files.
Durant el seu govern es van aprovar algunes lleis importants, com la llei d'Aguinaldo, es va fundar el Servei Nacional d'Aqüeductes i Clavegueram l'Institut de Terres i Colonització (ITCO), la Llei de Protecció i Desenvolupament Industrial, es va crear el primer Pla Vial, que el seu objectiu era construir una xarxa de carreteres i camins al país segons un planejament previ. I es van trencar relacions diplomàtiques amb Cuba a causa de la política d'afusellaments del règim de Fidel Castro.

## Reconciliació Nacional
Durant el seu govern es va permetre que l'expresident Rafael Ángel Calderón Guardia retorni i que els seus seguidor strobin condicions per organitzar-se.